# Hart House (Toronto)

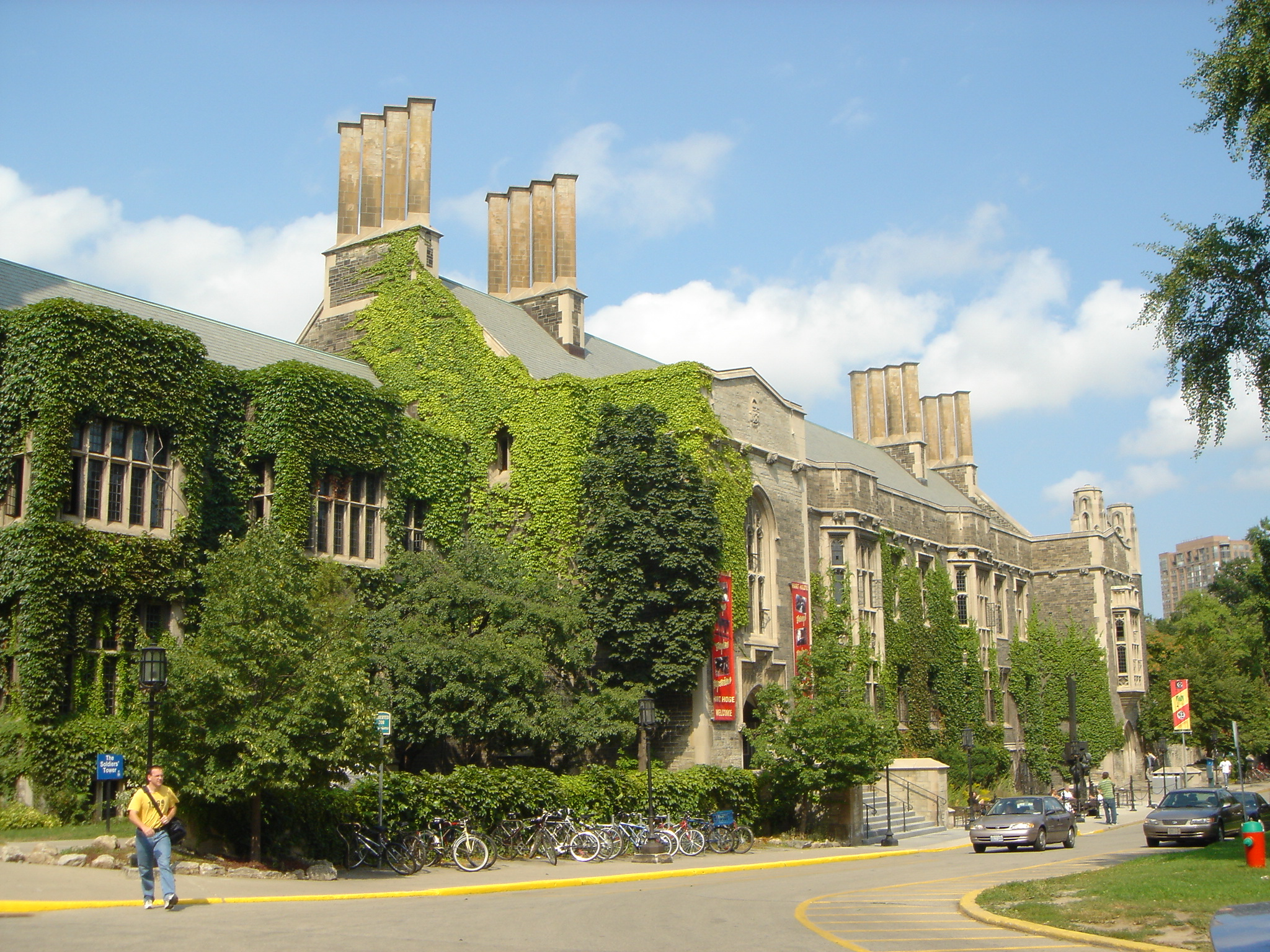
Hart House.

Hart House é o centro de atividade estudantil da Universidade de Toronto. Estabelecido em 1919, Hart House é um dos centros estudantis mais antigos da América do Norte. Foi planejado e financiado por Vincent Massey, um aluno e benefeitor da universidade, e foi nomeado em honra ao avô de Massey, Hart Massey. O complexo neogótico foi a obra do arquiteto Henry Sproatt, que subsequentemente desenhou o campanile do canto sudoeste do centro estudantil, Soldiers' Tower.
Planejado cocmo um centro cultural, intelectual e recreacional, o Hart House contém uma série de facilidades, incluindo um ginásio, piscina, teatro, uma galeria de arte, salas de leitura, estudo, áreas de recepção, escritórios, uma biblioteca, salas de música, conferência, um restaurante e vários auditórios. O Hart House é organizado em vários comitês independentes compostos por estudantes e professores, e é governado por um conselho organizado de forma semelhante e por um diretor (warden). Possuiu uma significante influência no desenvolvimento de outros centros estudantis na América do Norte, em especial, a Universidade de Cornell.